# Ґреґ Бекінгем
Ґреґ Бекінгем (англ. Greg Buckingham, 29 липня 1945 — 11 листопада 1990) — американський плавець.
Призер Олімпійських Ігор 1968 року.